# Avventura nell'arcipelago
Avventura nell'arcipelago è un film italiano del 1958, diretto da Dino Bartolo Partesano. Il film appartiene al genere d'avventura-fantastico.

## Trama
Italia, fine anni 50. Un folto gruppo di ragazzi gioca a calcio nei pressi di un porticciolo  e si dedica alla pesca in prossimità di una spiaggia, quando si imbatte nello strano professor Bellini (Pozzetto). Il professore prende il mare su una piccola imbarcazione a remi con un misterioso carico di merce imballata. I giovani decidono di seguire il nuovo arrivato, e scoprono così che egli svolge misteriosi esperimenti di volo senza motore. Fanno alla fine amicizia con lo strano scienziato e decidono di aiutarlo nei suoi esperimenti.
Quando Bellini viene incolpato di un inesistente furto, saranno proprio loro a scagionarlo. Bellini è però costretto dalla polizia a lasciare l'isola, ma promette ai ragazzi che ritornerà l'anno seguente e chiede loro di custodire il prototipo del suo aliante. Tuttavia, dal traghetto vede i ragazzi che sono riusciti a lanciare il suo rudimentale modello di aereo. Lo pilota Laura, una ragazzina del paese che si era unita al gruppo nonostante le loro obiezioni, dovute al fatto che fosse una bambina.

## Produzione
Il film è stato girato nell'arcipelago di La Maddalena, in Sardegna.